# GAZ-M1

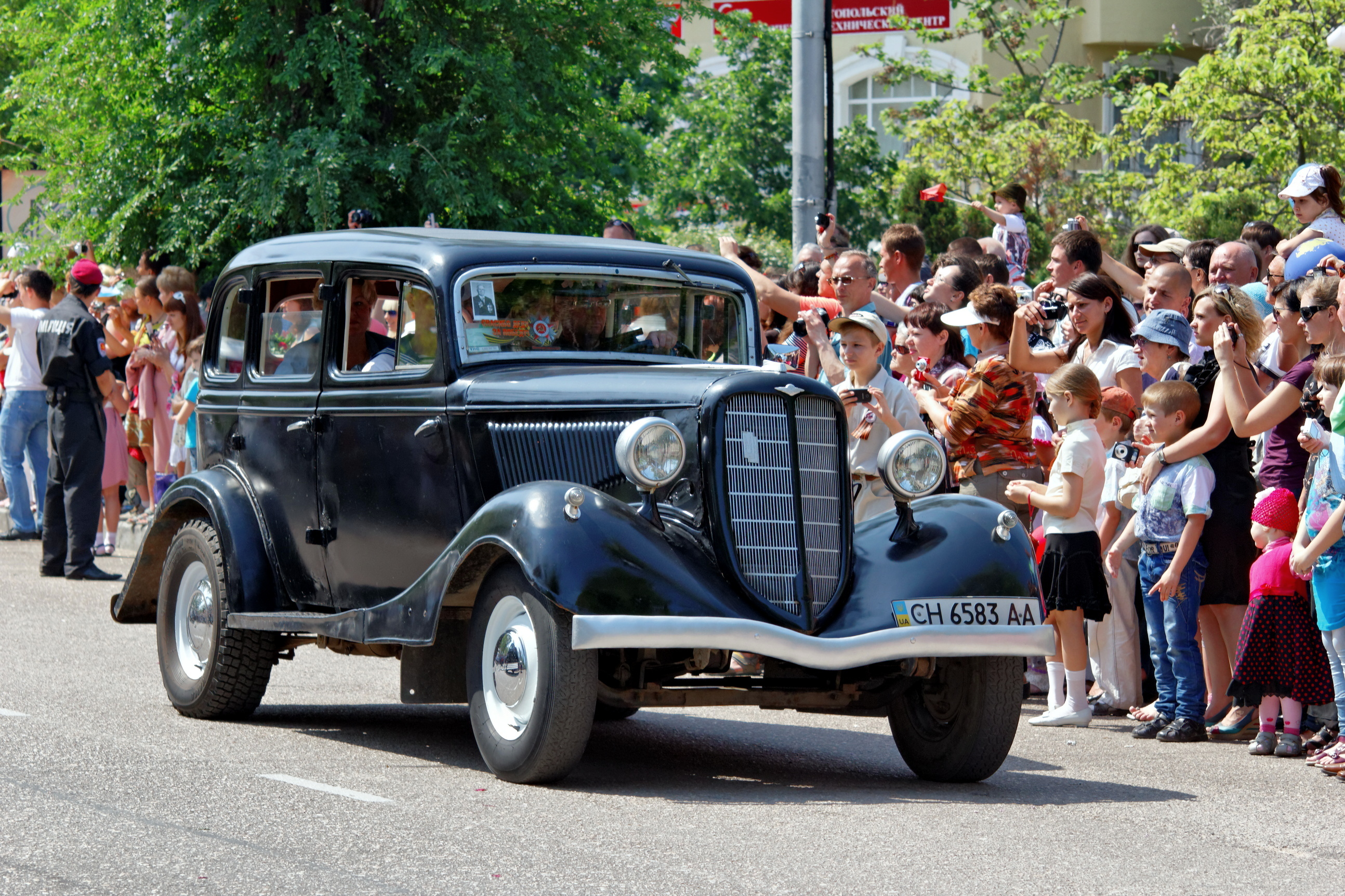
GAZ-M1 na Ukrajině.

GAZ-M1, přezdívaný Emka, byl sedan vyráběný sovětským výrobcem GAZ v letech 1936 až 1943 v jeho továrně v Gorkém (dnes Nižnij Novgorod).
Systematická výroba se zastavila v roce 1941, ale továrna byla stále schopna montovat automobily ze skladových zásob náhradních dílů až do roku 1943. Celkem bylo vyrobeno 62 888 GAZ-M1.
Postupem doby získal tento vůz v Rusku kultovní status. Je poměrně populární a objevuje se ve filmech nebo obrazech, které charakterizují období Sovětského svazu 30. let.

## Galerie

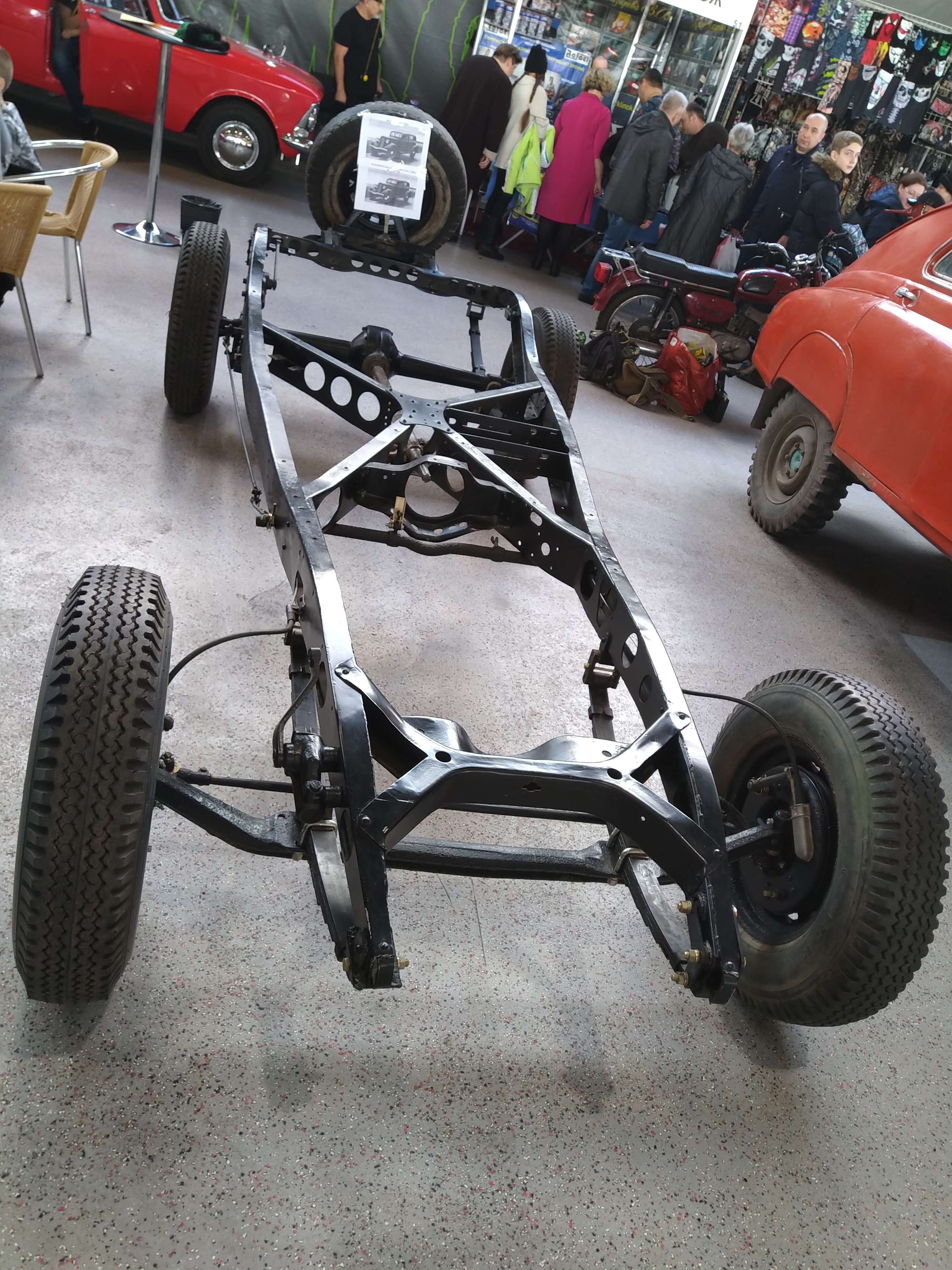
podvozek
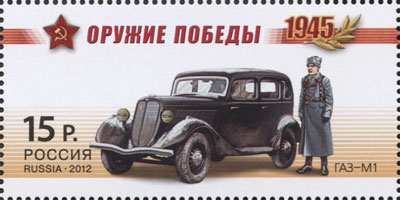
na ruské známce z roku 2012
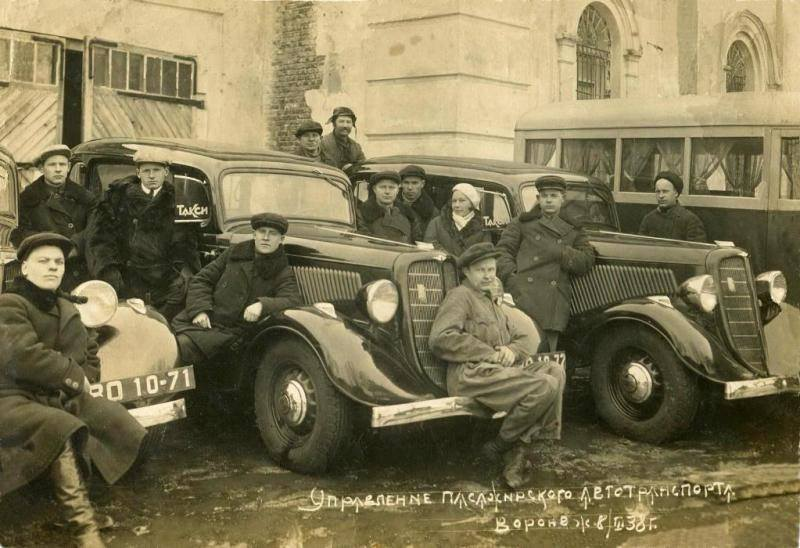
dobové foto